# كأس تونس لكرة السلة للسيدات 2020–21
كأس تونس لكرة السلة للسيدات 2020–21 هو الموسم رقم 56 من كأس تونس لكرة السلة للسيدات.

فاز بهذا الموسم الزهراء الرياضية.

## روابط خارجية
- الموقع الرسمي للجامعة التونسية لكرة السلة.